# Isola di Achlëstyšev
L'isola di Achlëstyšev (in russo Остров Ахлёстышева, ostrov Achlëstyševa) è un'isola russa che fa parte dell'arcipelago dell'imperatrice Eugenia ed è bagnata dal mar del Giappone.
Amministrativamente appartiene alla città di Vladivostok, nel Territorio del Litorale, che è parte del Circondario federale dell'Estremo Oriente.

## Geografia
L'isola è bagnata dalle acque del golfo dell'Ussuri, ovvero la parte orientale del più vasto golfo di Pietro il Grande; è situata 70 m a est della costa orientale dell'isola Russkij, tra il capo omonimo (мыс Ахлёстышева, mys Achlëstyševa) a sud-est e la penisola di Žitkov (полуостров Житкова, poluostrov Žitkova) a nord, all'ingresso di una piccola baia.
L'isola di Achlëstyšev è un piccolo isolotto ovale, orientato da est a ovest, che raggiunge una lunghezza di 320 m e una larghezza di 150 m.
L'isola non ha rilievi significativi; le coste sono piatte e lineari con l'eccezione della piccola insenatura che si apre nel sud-ovest.

## Storia
L'isola deve il suo nome a M.A. Achlëstyšev, uno degli ufficiali della flotta russa che esplorarono la zona durante il XIX secolo.